# هنري إس. كلارك
هنري إس. كلارك (بالإنجليزية: Henry S. Clark)‏ هو مدرب خيول أمريكي، ولد في 19 يناير 1904، وتوفي في 6 فبراير 1999.